# كلود بلانشارد
كلود بلانشارد هو ممثل كندي، ولد في 19 مايو 1932 في كندا، وتوفي بنفس المكان في 20 أغسطس 2006 بسبب نوبة قلبية.

## وصلات خارجية
- كلود بلانشارد على موقع IMDb (الإنجليزية)
- كلود بلانشارد على موقع ميوزك برينز (الإنجليزية)
- كلود بلانشارد على موقع قاعدة بيانات الفيلم (الإنجليزية)